# Biszfenol A
A biszfenol A (röviden BpA, képlete (CH3)2C(C6H4OH)2) a műanyaggyártásban használt adalékanyag, az egyik legnagyobb mennyiségben gyártott vegyület, 2003 körül évente hozzávetőlegesen 2,7 millió tonnát állítottak elő a világon, 2012-ben mintegy 4,6 millió tonnát gyártottak.

## Története
Alekszander Gyianyin orosz kémikus fedezte fel 1891-ben. Az 1930-as évektől ismert az ösztrogénhez hasonló élettani hatása. Az 1950-es évektől a Bayer és a General Electric kezdte alkalmazni a műanyaggyártásban. 

## Gyártása
Egy mól acetonból (innen jön az „A” az anyag nevében) és két mól fenolból kondenzációs reakció során keletkezik. A folyamatot erős savval (pl. sósav) vagy polisztirol-szulfonát műgyantával katalizálják.

## Felhasználása
A BpA-t legfőképpen polikarbonát műanyagok előállításához, monomereként és epoxigyanták prekurzoraként használják fel. A polikarbonát műanyagok áttetsző anyagok, melyeket előnyös optikai tulajdonságok, nagyfokú törés- és hőellenálló képesség jellemez, ezért használatuk igen széles körben elterjedt, így a BpA rengeteg használati eszközben megtalálható: szemüveglencsék, digitális médiahordozók (CD, DVD-k), elektromos eszközök (pl.: mobiltelefonok, számítógépek, háztartási eszközök), sport és ipari védőfelszerelések, autóalkatrészek. BpA található egyes fogtömésekben is. Megtalálhatók a polikarbonát műanyagból készült étel- és ital tárolására használatos edényekben (pl. cumisüvegek, palackok, ételhordók, műanyag tányérok, mikrohullámú készülékekben használt edények, vízvezeték csövek stb.), valamint fenoplaszt gyantákban, epoxigyantákban is, utóbbiakat a fém konzervdobozok, tárolóedények (pl. ivóvizes, bortartályok) belső felületének bevonására  használnak, ezen kívül megtalálható még PVC műanyagokban és hőpapírokban (pl. bankártyás fizetési bizonylat és egyes bolti bizonylatok), illetve tetrabróm-BpA nevű lánggátlóban, valamint annak bomlástremékeiben, orvosi eszközökben (csövekben, műanyag eszközökben, fogászati kompozitokban), autógumikban, fékfolyadékokban.

## Előfordulása
Savas vagy lúgos közegekben, illetve hő hatására (65 °C felett[forrás?]) fokozódó mértékben kioldódik a vele készült műanyagokból.

## Káros hatásai
Az elmúlt években több mint száz tudományos jelentés bizonyította, hogy a BpA több egészségügyi problémáért felel. A BpA kitettség tudományos kutatások alapján felelőssé tehető rákos megbetegedésekért (prosztata- és mellrák), cukorbetegség kialakulásáért, pajzsmirigy-zavarokért, szívbetegségekért, asztmáért, továbbá hormonális zavarokért, mint például korai serdülésért, elhízásért, meddőségért, emellett születési rendellenességekért, az agyi fejlődés rendellenességeiért és viselkedési zavarokért. Ezen hatások gyakorlatilag mind a BpA hormonkárorsító hatásaival hozható összefüggésbe. Vizsgálatok szerint a BpA már alacsony koncentrációban is magas kockázatot jelenthet. Egy 2004-es vizsgálat a BpA mint hormonháztartást zavaró anyag, valamint nőknél előforduló petefészek-diszfunkciók és elhízás között keresett kapcsolatot. A vizsgálatba bevont nők vérszérumában minden esetben kimutatták a BpA-t, azonban azoknál a túlsúlyos és normál súlyú nőknél, akik policisztás ovárium szindrómában (PCOS) szenvedtek, valamint a normál menstruációs ciklusú elhízott nőknél szignifikánsan magasabb volt a vegyület koncentrációja, mint a nem túlsúlyos, normál ciklusúaknál. Minden esetben szignifikáns pozitív összefüggést találtak a vérszérum BpA szintje, valamint a teljes tesztoszteron, szabad tesztoszteron, androszténdion (férfi nemi hormon) és DHEAS (dehidroepiandroszterin-szulfát, mely az androgén és ösztrogén hormonok előanyaga) koncentrációja között.
Az anyag veszélyessége abban rejlik, hogy nem látványosan és gyorsan hat, hanem lassan és folyamatosan fejti ki mérgező hatását, amelynek következményei csak később jelentkeznek. 
A jelentős kockázatok miatt az Európai Unió 2011 júniusától betiltotta a BpA-t tartalmazó műanyag cumisüvegek forgalmazását. 2017-től felkerült a különös aggodalomra okot adó anyagok listájára szaporodási képességeket károsító és hormonkárosító hatása miatt.

## Külső hivatkozások
- Kemény műanyagból jön a méreg, puhából nem – Origo, 2011. július 11.
- Mert ez műanyag – Index, 2016. október 17.
- Biszfenol A – Kockázatos.hu
- A rákkeltő anyagot helyettesítő anyag is rákkeltő – Index, 2014. augusztus 12.